# SUN – Stadtwerke Union Nordhessen

Partner der SUN

Die SUN – Stadtwerke Union Nordhessen ist ein Zusammenschluss von sechs Stadtwerken aus Bad Sooden-Allendorf, Eschwege, Homberg (Efze), Kassel, Witzenhausen und Wolfhagen. Die Stadtwerke treten als Gesellschafter auf, dabei verbleiben die Netze bei den jeweiligen Stadtwerken. Das gewählte Firmenkonstrukt ermöglicht der SUN, auf die insgesamt über 1.100 Mitarbeiter der verschiedenen Gesellschaften zuzugreifen.
Insgesamt werden 290.000 Einwohner in Nordhessen mit Strom, Gas, Wasser und Fernwärme versorgt. Der jährliche Absatz beträgt ca. 1.300 GWh Strom.

## Geschäftsmodell
Durch den Zusammenschluss erhoffen sich die beteiligten Stadtwerke Synergien auszubauen, Effizienzen zu steigern und kommunale Versorgungsstrukturen weiterzuentwickeln. Dabei steht die dezentrale Versorgung der Bürger im Vordergrund. Der Verbund legt großen Wert auf die regionale Wertschöpfungskette und die damit verbundene Förderung des lokalen und regionalen Arbeitsmarkts.
Weitere Geschäftsfelder sind der Ausbau der Regenerativen Energien und unterstützende Leistungen für Kommunen bei Rekommunalisierung und Gründung von eigenen Stadtwerken.

### Rekommunalisierung
Die Mitglieder der SUN sind davon überzeugt, dass die dezentrale Versorgung der Bürger am besten von kommunalen Stadtwerken vorgenommen werden kann. Dazu gehört nach Ansicht der SUN auch, dass die Netze den Kommunen gehören sollten. Finanzielle Engpässe erlauben es den meisten Kommunen jedoch nicht, ihre Netze von Netzversorgern zurückzukaufen bzw. eigene Stadtwerke zu gründen. Aus diesem Grund bietet die SUN an, die technische Betriebsführung zu übernehmen.

### Ausbau regenerativer Energien
Die SUN befindet sich momentan in der Planungsphase für Windkraftanlagen. Dazu werden die notwendigen Standortbestimmungen vorgenommen und Windmessanlagen aufgestellt.

### Elektro-Mobilität
Nach erfolgreichem Abschluss des Projektes NEMO – Modellregion Rhein-Main-Kassel wurden in Nordhessen mehr als 70 Ladestationen für E-Mobile aufgebaut, davon 18 in der Stadt Kassel. Dabei ist das Aufladen der Elektro-Fahrzeuge für die Fahrzeugbesitzer kostenlos.
Die Mitglieder der SUN sind im Besitz von acht E-Autos, einem E-Roller, 25 Pedelecs und einem Segway. Alle Fahrzeuge werden für firmeneigene Fahrten eingesetzt.

Ladestationen
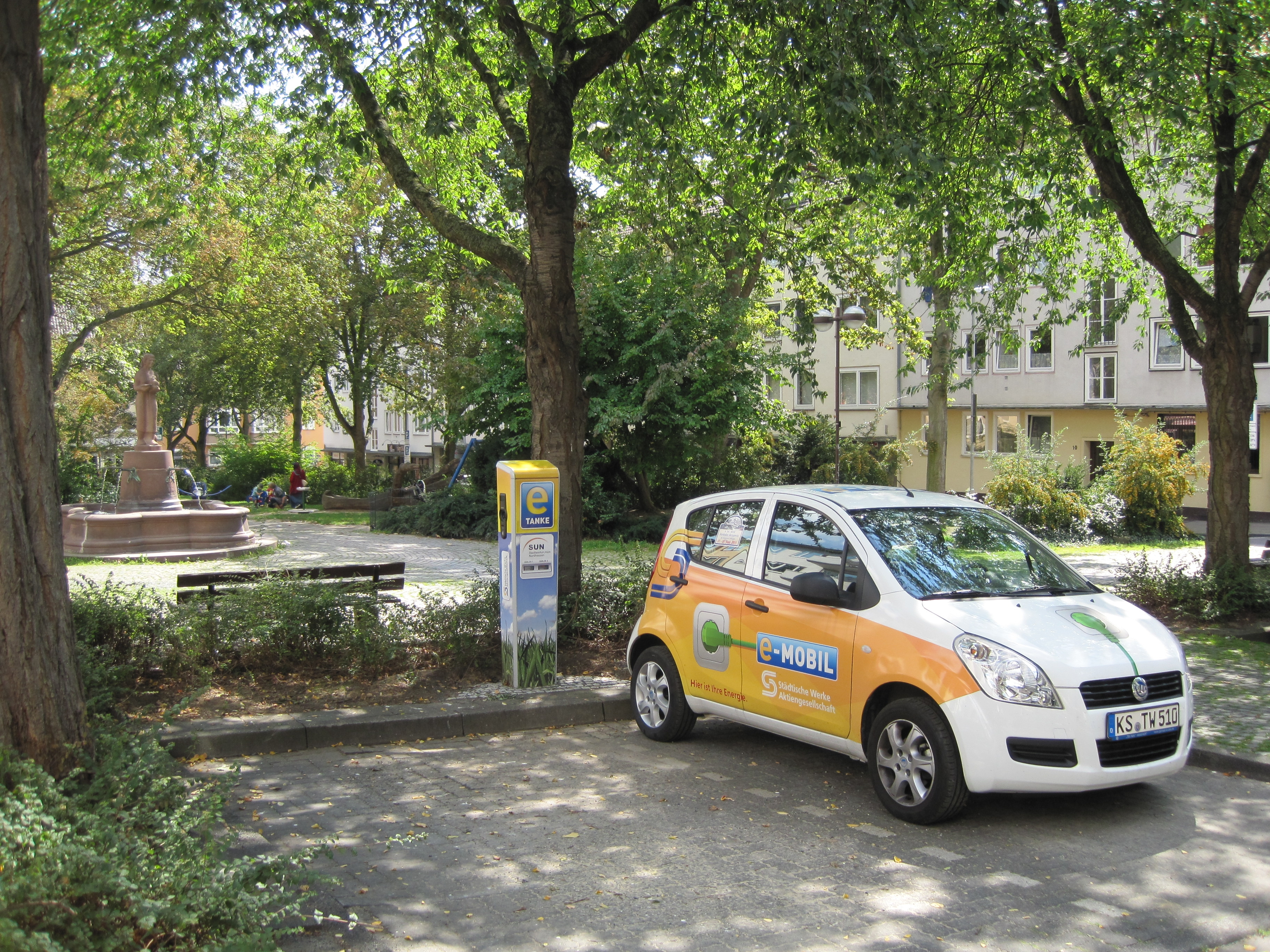
Ladesäule in Kassel
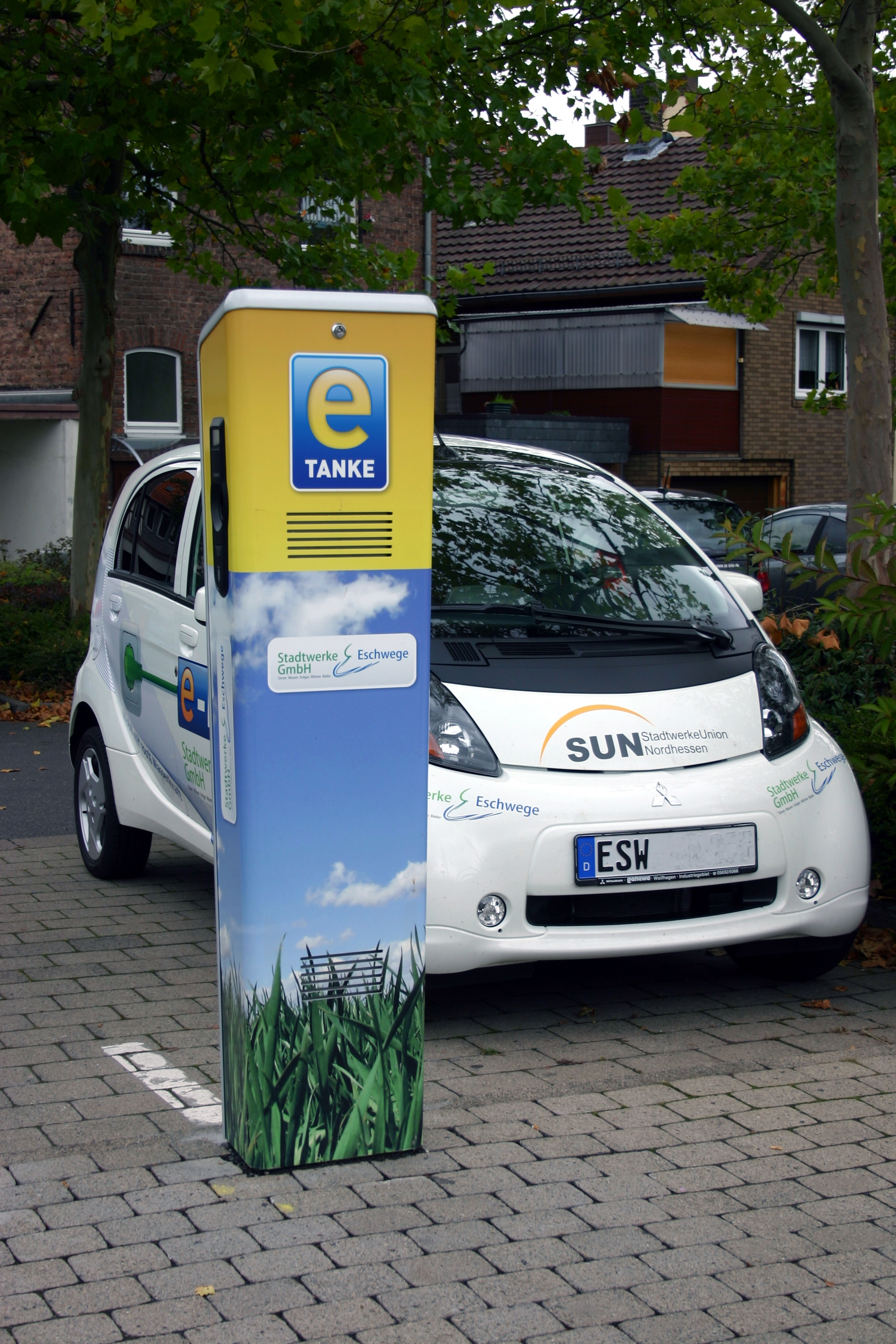
Ladesäule in Eschwege
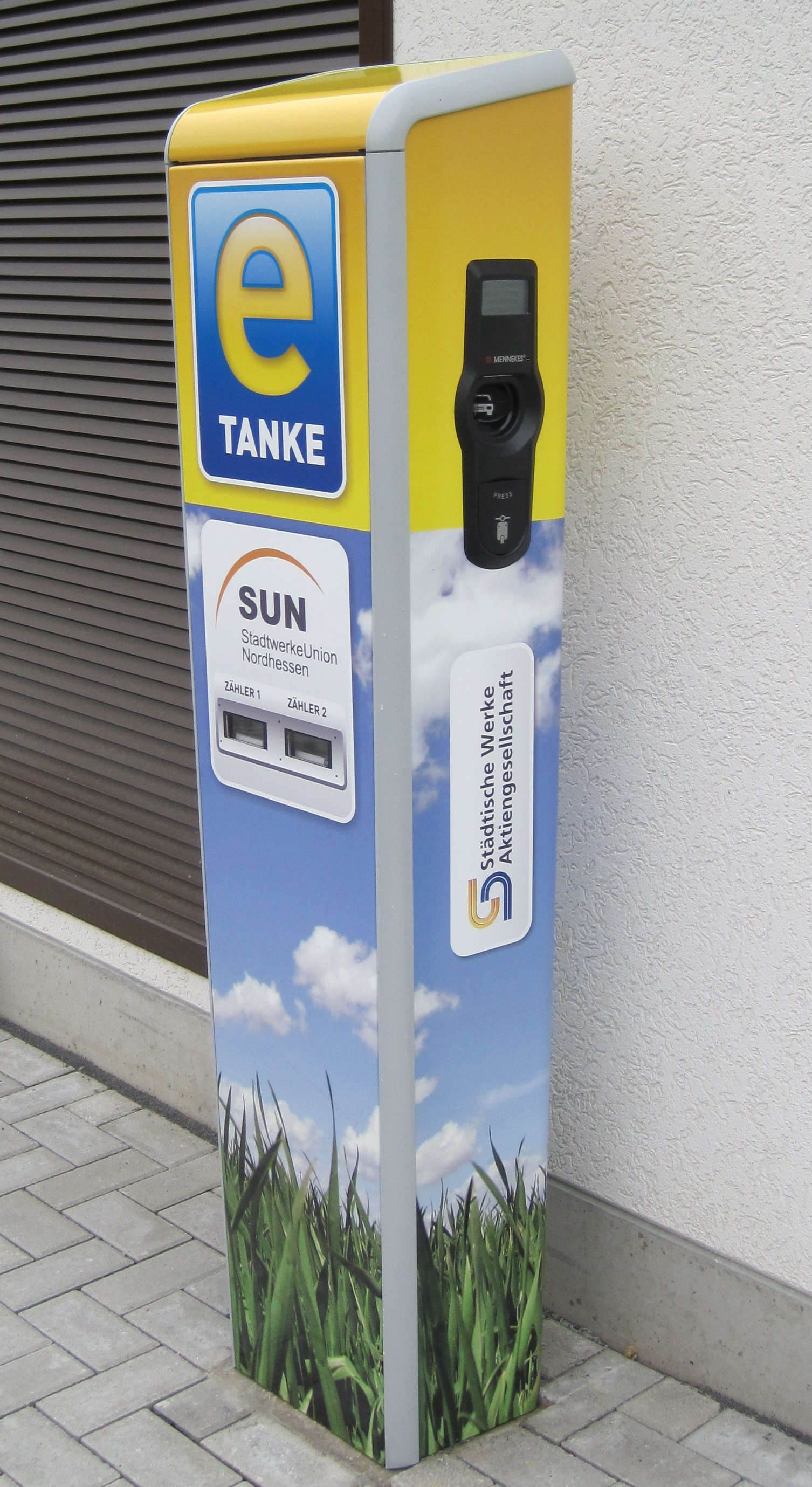
Detailansicht einer Ladesäule

Schon 2009 entwickelte einer der Partner – die Städtische Werke AG – im Auftrag der SUN eine Pilotladesäule, die 2010 ans Netz ging. Darauf aufbauend wurden in Nordhessen flächendeckend Ladestationen in Betrieb genommen. Seit Mai 2011 bietet die SUN die Möglichkeit, auch E-Autos aus dem Carsharing-Modell an Ladesäulen auftanken zu lassen. Zwischenzeitlich wurden in alle Ladesäulen die Technik der AM-Spot-Ladesäulen von MENNEKES eingebaut. Die Autorisierung und Authentifizierung erfolgt über eine Kundenkarte mit RFID-Technik.

Die Ladesäulen sind mit jeweils zwei Schuko-Steckdosen (230 Volt/16 Ampere) sowie zwei Ladeanschlüssen vom Typ 2, je einmal 400 Volt/32 Ampere und 400 Volt/16 Ampere, ausgestattet.

## Kennzahlen der beteiligten Stadtwerke
| Allgemein                              | Wolfhagen | Eschwege | Kassel  | Bad Sooden- Allendorf | Homberg | Witzenhausen |
| -------------------------------------- | --------- | -------- | ------- | --------------------- | ------- | ------------ |
| Gründungsjahr                          | 2001 1    | 1906     | 1929    | 1914                  | 1920    | 1921         |
| Anzahl Mitarbeiter                     | 34        | 107      | 1.095   | 22                    | 19      | 42           |
| Stromnetz                              | Wolfhagen | Eschwege | Kassel  | Bad Sooden- Allendorf | Homberg | Witzenhausen |
| Jahresarbeit in GWh                    | 75        | 171      | 1.081   | 23,5                  | 26,5    | 89           |
| Jahreshöchstlast in MW                 | 14,2      | 32       | 176     | 4,3                   | 6,3     | 21           |
| geografisches Versorgungsgebiet in km2 | 115       | 406      | 106,8   | 11,3                  | 16,81   | 53           |
| Einwohner im Versorgungsgebiet         | 13.800    | 52.000   | 196.658 | 6.789                 | 9.115   | 10.438       |
| Gasnetz                                | Wolfhagen | Eschwege | Kassel  | Bad Sooden- Allendorf | Homberg | Witzenhausen |
| Jahresgasabsatz in GWh                 | –         | 221      | 4.885   | –                     | 1.5     | –            |

Quelle: Veröffentlichung der SUN